# Tabitha Lupien
Tabitha Lupien (* 31. März 1988 in Kanada) ist eine kanadische Schauspielerin und Tänzerin, ausgebildet in Ballett, Stepptanz, Jazz, Spitzentanz, Hip-Hop, und Akrobatik. Sie trainiert mit ihren Schwestern Lindsay und Samantha sowie auch ihrem Bruder Isaac an der Canadian Dance Company, welche ihren Eltern Allain and Dawn gehört und sich in Oakville (Ontario) befindet. Bekannt wurde sie für ihre Rolle als Julie Ubriacco in Kuck mal, wer da jetzt spricht.

## Filmografie (Auswahl)
- 1993: Kuck mal, wer da jetzt spricht (Look Who’s Talking Now)
- 1994: Santa Clause – Eine schöne Bescherung (The Santa Clause)
- 1995: Rent-a-Kid
- 1996: Bogus
- 2007: Hairspray